# García Ramírez de Viguera
García Ramírez (muerto después de 1005 y antes de 1030) fue el tercer y último rey de Viguera. En 991 aparece en cartas reales de su tío Sancho II de Navarra, junto con su hermano Sancho Ramírez. En 997 en el Monasterio de San Millán de la Cogolla, confirman un privilegio del rey García Sánchez II de Pamplona junto a su hermano Sancho.  No está claro si actuó durante un tiempo como correy o sólo tomó el control de Viguera tras la muerte de su hermano, hacia 1002.
Poco se sabe de su reinado y sencillamente desaparece del registro histórico. No tuvo ningún heredero masculino, y Viguera volvió a manos de la corona de Navarra, en la persona de Sancho III. 

## Matrimonio y descendencia
Consta por una donación hecha por una de sus hijas, que casó con Toda, con quien tuvo a:
- Toda Garcés. Se sabe que Toda casó con Fortún Sánchez, quizás el llamado Bono Patre, quien tuvo varias tenencias, incluyendo Nájera, hermano de leche, compañero de infancia y hombre de confianza del rey Sancho el Mayor y después de su hijo y sucesor, García Sánchez III de Pamplona, con quién falleció en la Batalla de Atapuerca en 1054.

- Fronilla (o Fronilde) Garcés. En 1054, declarándose hija del rey García y de Toda, donó sus posesiones en Torilla, cerca de Logroño, con su palacio, casas viñas y molinos al Monasterio de Santa María la Real de Irache. Menciona a una hermana que había pecado con un hermano Ego Fronila moriente (...) sorore mea peccauit et fornicata est cum fratre suo.  Ubieto Arteta sospecha que su padre tuvo una hija con otra mujer que tenía un hijo y por eso Fronilde dice lo anterior.